# Gröbitz
Gröbitz là một đô thị thuộc huyện Burgenland, bang Sachsen-Anhalt, Đức. Đô thị Gröbitz có diện tích 7,56 km², dân số thời điểm ngày 31 tháng 12 năm 2006 là 500 người.